# Жуковски
Жуковски (рус. Жуковский) град је у Русији у Московској области. Према попису становништва из 2010. у граду је живело 102.729 становника.
Овде се налази Аеродром Москва-Жуковски.

## Становништво
Према прелиминарним подацима са пописа, у граду је 2010. живело 102.729 становника, 1.401 (1,38%) више него 2002.
| 1939.  | 1959.  | 1970.  | 1979.  | 1989.   | 2002.   | 2010.   |
| ------ | ------ | ------ | ------ | ------- | ------- | ------- |
| 10.785 | 41.748 | 73.781 | 90.288 | 100.609 | 101.328 | 104.736 |

## Градови побратими
- Бурже
- Уљановск